# الدوري السوفيتي الممتاز لكرة القدم 1978
الدوري السوفيتي الممتاز لكرة القدم 1978 هو الموسم 42 من الدوري السوفيتي الممتاز لكرة القدم. أقيم خلال الفترة 7 أبريل 1978 وحتى 11 نوفمبر 1978، وأشرف على تنظيمه الاتحاد السوفيتي لكرة القدم، وكان عدد الأندية المشاركة فيه 16، وفاز فيه نادي دينامو تبليسي.